# 레알 바야돌리드 포로메사스
레알 바야돌리드 포로메사스(스페인어: Real Valladolid
Club de Fútbol Promesas, S.A.D.)는 스페인 카스티야이레온주 바야돌리드도 바야돌리드를 연고로 하는 축구단이다. 1929년에 창단되었으며, 세군다 페데라시온에 레알 바야돌리드 2군으로 참가하고 있다.

## 선수 명단

### 현역
참고: FIFA 자격 규정에 따라 소속된 국가대표팀 국기를 표시합니다. 선수는 복수의 FIFA 비회원국 국적을 가지고 있을 수 있습니다.
| 번호 | 포지션 | 국적 | 이름        |
| ---- | ------ | ---- | ----------- |
| 7    | MF     | 페루 | 엔리케 페냐 |
| 8    | MF     | 가나 | 유진 프림퐁 |
| 17   | DF     |      | 알린 셰르반 |

| 번호 | 포지션 | 국적       | 이름               |
| ---- | ------ | ---------- | ------------------ |
| 23   | DF     |            | 주앙 미란다        |
| 31   | DF     | 시에라리온 | 압둘라이 주마 바   |
| 34   | FW     | 콜롬비아   | 후안 다비드 보니야 |

## 역대 감독
| 감독              | 임기 |
| ----------------- | ---- |
| 훌리오 벨라스케스 | 2010 |